# 24時間テレビ 愛は地球を救う18
24時間テレビ18「愛は地球を救う」は、日本テレビ系列にて1995年8月26日（土曜日）19:00 - 8月27日（日曜日）20:00まで生放送された18回目となる『24時間テレビ』である。

## 概要
総合司会が永井美奈子アナウンサーに交代、そして後に大スターとなるSMAPが、『24時間テレビ』初登場となっている。
「チャリティーマラソン」は間寛平が3回目の登場。しかし今回は兵庫県神戸市から会場の日本武道館までを、1週間かけて走るというもので、これは、この年の1月17日に発生した「阪神・淡路大震災」によって宝塚市の自宅を失った間が、神戸を始めとする関西の都市復興を願うというもの。

## 出演者

### 総合司会
- 徳光和夫
- 永井美奈子（当時・日本テレビアナウンサー）

### チャリティーパーソナリティー
- 鈴木杏樹

### 番組パーソナリティー
- SMAP（稲垣吾郎・中居正広・草彅剛・森且行・木村拓哉・香取慎吾）
- 久本雅美

### チャリティーマラソンランナー
- 間寛平

### 武道館を訪れたゲスト
- 高橋英樹
- 風見しんご
- 桑名正博
- 山本譲二
- 高田純次
- 大澄賢也
- ジミー大西
- モト冬樹
- 和田アキ子
- 堺正章
- ダチョウ倶楽部
- 西城秀樹
- 勝俣州和
- 伊集院光
- 錦野旦
- 橋幸夫
- 美川憲一
- KinKi Kids
- 安達祐実

## 企画
- 24時間・100通の手紙
- 愛のメッセージソング
- 海外チャリティーリポート
- キングオブチャレンジャー決定戦 in 武道館
- スポーツ超人選手権 真夏の夜の奇跡
深夜枠第1部
司会：福澤朗
出演：川合俊一、定岡正二、池谷幸雄
- 明け方のトリップショー…80年代まる出し!まる見せクイズ!!
深夜枠第2部
司会：田代まさし、麻木久仁子
出演：飯島愛、志茂田景樹、宅八郎、天地真理、松村邦洋、キャイ〜ン（ウド鈴木・天野ひろゆき）、生稲晃子
- なんだろう号
1995年のチャリティーカー
担当：鈴木杏樹
- 日本列島ふるさとこのチャレンジ
番組参加31局制作企画
- それぞれの願いをこめてなわとびの世界記録に挑戦しよう
神戸市の小学生が大なわとび回数世界記録196回に挑戦
- 障害を乗りこえて…泳いで海を渡ろう
下半身麻痺で障害者の水泳大会で優勝経験がある女性が熊本県八代海で6.5kmの遠泳に挑戦
出演：鈴木大地
- 富士山頂で働くお父さんに差し入れをしよう
昨年は悪天候で途中下山、再挑戦。
出演：飯島直子
- 神戸からのありがとうメッセージ
- 辰吉丈一郎復帰戦 in ラスベガス
日曜 13:00 - 14:30
「辰吉丈一郎×ノエ・サンティジャナ」
実況：芦沢俊美、村山喜彦
解説：ファイティング原田、浜田剛史
- 笑点チャリティー大喜利
- グランドフィナーレ

## ニュース
- 土曜23:55 - NNNきょうの出来事
- 日曜00:05 - スポーツうるぐす
- 日曜06:45 - NNN朝のニュース
- 日曜11:30 - NNN昼のニュース
- 日曜18:00 - NNN日曜夕刊

## 関連番組
- TVおじゃマンボウ 24時間テレビスペシャル
1995年8月26日 土曜 16:40 - 18:00
- 走れ!寛平・激走600キロ・24時間テレビ感動の舞台裏
1995年9月03日 日曜 14:00 - 15:30

## スタッフ
- 構成：沢口義明、浜田悠 / 森和盛、雫弘幸、長田聖一郎、田中直人、おちまさと、都築浩、清水聖太郎、新倉イワオ、遠藤佳三、関根清貴、村上知行、池田裕幾、上下真三、大村貴行、松川千鶴、竹友ミカ、吉原正幸、高梨武志、伊東雅司

日本武道館
- - テクニカルプロデューサー：田中元一
  - 美術：久保玲子、栗田寛、小林武司、渡辺勇二
  - TK：中村ひろ子、井崎綾子、阿部直子、野口かず実、矢島由紀子、大岡伸江、桜井英美子、北須賀恵美
  - コーディネーター：内藤智子、光岡裕子、渡辺義人、小沼和幸、塚越幸子
  - ステージング：土居甫
  - 編曲：しかたたかし、永作幸男、たかしまあきひこ
  - 演奏：ガッシュアウト、岡本章生とゲイスターズ、東京音楽事務所
  - コーラス：Mickey、シンシア / ミュージッククリエイション
  - 歌唱指導：橋本賀代子、山下泉
  - アシスタント：日本テレビイベントコンパニオン、日本テレビタレントセンター
  - 手紙：松井昂史、米川昭吾、鈴木守、鈴木基之、木曽守、平山和信、鈴木豊人、小林周一、酒井正義
  - 映像協力：関西テレビ
  - FAX：及川千津、金田有浩、井原亮子、佐藤一幸
  - フロアディレクター：舟澤謙二、長谷川賢一、杉岡士朗、高橋康之、加宮貴博、中村博行、高谷和男、芦澤英祐、上田識喜、栗原憲也、西崎修一、宮部智泰、横島昌子、土屋雅之、長澤快之、上田敏之、長谷川栄治、川本良樹
  - ディレクター：磯野太、藤井淳、斎藤政憲、森實陽三、瓜生健、環真吾、南波昌人 / 財津功
  - プロデューサー：小湊義房、似鳥利行 / 和田隆、村松宏、大谷哲郎、荻原伸之、松尾邦夫、天笠ひろ美、加藤晋也、兜森重行

Kスタジオ
- - テクニカルディレクター：新井悦男
  - スイッチャー：村松明
  - 美術：石附千秋
  - TK：塚越倫子、恩田明子
  - アシスタントディレクター：加納成人、早坂香里、羽賀依行、安田久美子
  - ディレクター：小澤龍太郎、矢坂義之、竹田次彦、加藤宏美、栗栖政文、大久保将博
  - プロデューサー：桜田和之、河野直樹

お茶の水 JCB
- - テクニカルディレクター：林浩一
  - 照明：渡辺一成、四野宮伸恭
  - ディレクター：大畑仁
  - プロデューサー：中島銀兵、飯田達哉

日産スポーツプラザ
- - テクニカルディレクター：古井戸博
  - 美術：黒木遠志
  - TK：西岡八生子、立石聖美
  - ディレクター：高橋知也、大山昌作、西晃宏、山田克也、渡辺宏、小倉宣勇、岩崎泰治、下村忠文、伊東修、斎藤敏樹、中村一徳、池上直樹
  - プロデューサー：田辺裕
  - チーフプロデューサー：酒井武
  - Dサブ技術：鈴木博、坂東秀明、杉本裕治
  - 協力：ミズノ株式会社、服部セイコー、株式会社モルテン、(財)日本オリンピック委員会、日本デッドボール協会、日本アームレスリング連盟

銀座日産
- - ディレクター：中村元気、福田俊哉

寛平マラソン
- - テクニカルディレクター：村上孝一
  - カメラ：赤池貞仁、保刈寛之
  - 音声：加賀金重郎
  - マイクロ：杉本智哉
  - VE：芦田英樹
  - ヘリコプターTD：佐藤幸一郎
  - ディレクター：竹内尊実、小川明人、香川春太郎、高松大、根津伸行
  - プロデューサー：大澤雅彦、川邊哲也

なんだろう号
- - テクニカルディレクター：藤沼秀一
  - ディレクター：小林克人、成田理
  - プロデューサー：政橋雅人、松島広司

告知
- - ディレクター：飯島幸子、神内美香子
  - プロデューサー：佐藤裕昭

遠泳
- - テクニカルディレクター：森川卓亮（KKT）
  - ヘリコプター：森元和敏（FBS）
  - アシスタントディレクター：真木健一郎、根本知子
  - ディレクター：矢追孝男、松山和久、永原啓一、米澤敏克、長瀬久司、富永芳宏（KKT）
  - プロデューサー：竹村薫、園田文隆（KKT）
  - 協力：西日本映像、九州東通、SSマリーンサービス、三角海上保安部、田浦町役場、田浦町漁業組合、龍ヶ岳町役場、龍ヶ岳町漁業組合、百崎内科医院

なわとび
- - テクニカルディレクター：加藤義作（YTV）、生島芳夫
  - 美術：小林俊輔
  - アシスタントディレクター：酒井柚香、鈴木則晃
  - ディレクター：小林正典、木南伸晃、西森尚展、南澤昭一
  - プロデューサー：古野千秋、小川通仁、林田正記

富士山
- - テクニカルディレクター：島村隆宏、中野雅典（SDT）、長沢茂（SDT）
  - TK：坂本幸子
  - アシスタントディレクター：高野正樹、市野雅一、丸山薫、椙山仁美（SDT）
  - ディレクター：三枝孝臣、寺内壮、吉川保志、古山晃
  - プロデューサー：増田一穂、小俣匡彦、富田英樹、諸星正彦（SDT）

海外取材
- - ディレクター：小澤太郎、杉村和彦、原島雅行、山口晃弘

ボクシング中継
- - カメラ：福王寺貴之
  - 音声：鈴木孝十郎
  - ディレクター：若月英宏、安沢一成
  - プロデューサー：宮本修二
  - チーフプロデューサー：稲垣利照
  - Dサブディレクター：黒岩直樹、橋本敦、長島武郎、稲垣眞一
- 技術テクニカルプロデューサー：佐藤公則
- 中継コーディネーター：水島光一
- 音声コーディネーター：吾妻光良
- 照明コーディネーター：関仁
- 音楽効果：三神直、小川彦一
- 美術：石川啓一郎
- 美術デスク：治田英輔
- 広報：大関雅人、立柗典子、坂野康隆、阿部真一郎
- ボランティア担当：桜井博
- 編成進行：桜林弘司、白子広三
- CM進行：杉本光一朗
- 回線コーディネーター：木村俊一、谷山秀行、西山三樹夫
- 海外衛星コーディネーター：北川晴朗
- 技術協力：NTV映像センター、日本テレビビデオ、コスモ・スペース、タムコ、共立、バンセイ、田中電気、朝日航洋、日本有線テレビ、ジャパンテレビ、明光セレクト、日放、東京音研、さがみエンジニアリング、MIDGET、トムキャット、クリーンアップ、サウンドプロ企画、ユミックス、DON-宮嶋、佳夢音
- 協力：日本通運株式会社
- 制作協力：ハウフルス、日企、NCV、ザ・ワークス、ユニオン映画、スタッフ東京、ジッピー、オン・エアー、日本テレビエンタープライズ
- 特別協賛：日産自動車
- 「24時間テレビ」チャリティー委員会事務局：八村耕治 / 野口善平、伊藤喜三郎、広沢みどり、武野純介、中島尚子、須川海帆子、西川美緒子

Gサブ放送本部
- - テクニカルディレクター：安波次夫、遠藤裕二
  - TK：居波初子、関仁美、石島加奈子、柏木梨佐、百武ひろみ、長坂真由美、山本美衣、清水雅子
  - 回線コーディネーター：城朋子、渡辺一裕、高井健司、村田清治、神野基彦、明石成司、石井志知、松島大悟、高田耕作、古田進、本多哲也、木村知恵子、小木祐介、江尻直孝
  - 回線：大武智治、河戸憲男
  - ディレクター：安藤正臣、赤間佳彦、三觜雅人、福士睦 / 西田弘一、岡田泰三 / 梅原幹、中村英明
- 制作進行：東原祐子、佐竹賢一、毛利忍、斎藤みさ子、山本文子、小俣猛 / 斉藤寿
- 制作本部：白石重昭、篠崎安雄 / 吉岡正敏、金谷勲夫、大井紀子 / 小杉善信、室川治久 / 棚次隆、大鐘智、川口勲、初川則夫
- アートディレクター：浅葉克己
- コピーライター：糸井重里
- エグゼクティブディレクター：神戸文彦
- プロデューサー：佐野譲顯、吉田真
- 総合演出：五味一男、雨宮秀彦
- チーフプロデューサー：渡辺弘
- 制作指揮：萩原敏雄
- 総指揮：漆戸靖治
- 制作著作：日本テレビ